# Anolis soinii
Espèce
Synonymes
- Dactyloa soinii (Poe & Yañez-Miranda, 2008)

Anolis soinii est une espèce de sauriens de la famille des Dactyloidae. 

## Répartition
Cette espèce se rencontre dans la région de San Martín au Pérou et dans la province de Zamora-Chinchipe en Équateur,.

## Étymologie
Cette espèce est nommée en l'honneur de Pekka Soini.

## Publication originale
- Poe & Yañez-Miranda, 2008 : Another New Species of Green Anolis (Squamata: Iguania) from the Eastern Andes of Peru. Journal of Herpetology, vol. 42, no 3, p. 564-571.